# Cagaloca
Cagaloca és una entitat de població del terme municipal de Mollet de Peralada, a l'Alt Empordà. És a mig quilòmetre del nucli de Mollet en direcció a Espolla, al peu mateix de la carretera. En l'últim cens tenia un habitant.